# マーク・ガスコイン
マーク・ガスコイン（Marc Gascoigne、1962年7月5日 - ）はイギリスの作家、編集者。ケント州ドーバー付近のテンプルイーウェル出身。
50作以上の小説とゲーム制作を手掛けており、特に様々なファイティング・ファンタジーのゲームブック関連書籍や、シャドウランおよびアースドーンの小説やシナリオ、ゲームズワークショップのジャッジ・ドレッドRPGの作成、パラノイア、クトゥルフの呼び声RPG関連の仕事等で知られている。

## 経歴
1980年代半ばに、ブラッドボウルの最初の2版を含むゲームズワークショップの複数のボードゲームの作成や編集に携わり、開発中止されたオリジナルサイバーパンクRPGの移植であるカーアクション物のボードゲームダークフューチャーの背景設定を手掛けていた。10年間のフリーランス編集者活動を経て、1997年にガスコインは古巣であるゲームズワークショップに戻り、ウォーハンマー関連の書籍出版部門であるブラック・ライブラリーシリーズの設立に関わった。編集者としてのガスコインは、現在BLパブリッシングの総責任者である。BLパブリッシングの主要なレーベルとしては、ブラックインダストリーズとソラリス・ブックスシリーズがある。

## 主要作品

### ファイティング・ファンタジー
- 『モンスター事典』 Out of the Pit - ファイティング・ファンタジー世界のモンスターガイド。1985年パフィン・ブックス刊。日本では浅羽莢子訳により社会思想社から1986年に訳書刊行(ISBN 4-390-11188-4)
- 『タイタン ファイティングファンタジーの世界』 Titan: the Fighting Fantasy World - ファイティング・ファンタジー世界の解説書。1986年パフィン刊。日本では安田均訳により社会思想社から1990年に訳書刊行(ISBN 4-390-11238-4)
- 『最後の戦士』 Battleblade Warrior - ゲームブック。1988年パフィン刊。日本では坂井星之訳により社会思想社から1989年に訳書刊行(ISBN 4-390-11231-7)
- 『アドバンスト・ファイティングファンタジー ダンジョニアRPG』 Advanced Fighting Fantasy: Dungeoneer - TRPGルール。ピート・タムリンと共著。1989年パフィン刊。日本では安田均訳により社会思想社から1990年と1991年に分冊で訳書刊行（ISBN 4-390-11347-X 、 ISBN 4-390-11348-8)

### 雑誌
- ホワイトドワーフ - 編集
- ウォーロック - 記事執筆および編集長